# آرثر لي (محامي)
آرثر لي (بالإنجليزية: Arthur Lee)‏ هو دبلوماسي ومحامي أمريكي، ولد في 20 ديسمبر 1740 في مقاطعة ويستمورلاند في الولايات المتحدة، وتوفي في 12 ديسمبر 1792.

## وصلات خارجية
- آرثر لي على موقع الموسوعة البريطانية (الإنجليزية)